# Протенция (философия)
Протенция (лат. protentio — предвосхищение) — первичное ожидание, предвосхищение будущего в настоящем. Если в ретенциальном сознании возможно проследить путь от настоящего к прошедшему, то осуществление протенций ведет от прошлого к «живущему настоящему».

## Ретенция и протенция в философии Гуссерля
Подробная информация о ретенции представлена в следующей статье — ретенция.
В отличие от ретенции — первичного запоминания — протенция выполняет функцию первичного предвосхищения или первичного ожидания. Протенция конституирует «пустоту», она идет как бы впереди точки «Теперь», «подготавливая место» для первичного впечатления. Протенция характеризует сознание как готовность к восприятию, как активность, которая подготавливает восприятие, «создает» его, а не просто копирует предмет. Таким образом, единство фаз «ретенций-теперь-протенций» является наиболее общей структурой внутреннего времени и интенциональных актов.

## Критика теории времени Франца Брентано
Понятия ретенции и протенции вводятся Гуссерлем как априорные («изначальные») акты внутреннего сознания, продуцирующие время и заменяющие в этом отношении брентановскую продуктивную фантазию.
Гуссерль уточнил, рационализировал и депсихологизировал теорию времени Брентано и устранил основные её трудности. Понятия ретенции и протенции дают основу для понимания происхождения первичной интуиции времени. Гуссерль обосновывает необходимое соединение прошлого и настоящего, безусловную данность прошлого, и, следовательно, его реальность, при феноменологическом истолковании этого понятия.
Понятие первичной ассоциации Брентано неприемлемо для Гуссерля и по той причине, что оно исходит из связи реальных переживаний, которая уже предполагает некое разделение во времени. Это понятие неприемлемо для Гуссерля вследствие своей объектной ориентированности, как обуславливающее представление о времени связями реально фиксируемых событий («теперь» и сохраненного в трансформированном виде «прошлого теперь»). Такого рода определения, считает Гуссерль, уже предполагают время и не пригодны для объяснения истоков представления о времени.

Память и фантазия как психические акты, конституирующие время у Брентано, заменяются у Гуссерля актами сознания, имеющими априорный, однозначный и безусловно объективный статус. Ретенция по Гуссерлю является непосредственной интенциональностью; другими словами, для удержания целого временного объекта не требуется никаких опосредующих представлений (продуктов фантазии, по Брентано).
Однако, в понятии первичной ассоциации, считает Гуссерль, присутствует необходимый компонент, а именно, несомненное соединение настоящего, прошлого и будущего, которое может быть взято как факт, как феноменологически очевидная связь, без каких либо апелляций к связям чувственных данных и психологическим методам их анализа. Понятия ретенции и протенции могут быть поняты как продукт феноменологического очищения понятия первичной ассоциации, освобождения его от эмпирического и психологического содержания. Ретенция может быть понята как изначальный акт сознания, не нагруженный какими-либо натуралистическими предпосылками.

## Протенция в «Бернауских манускриптах» Гуссерля
В «Бернауских манускриптах» Гуссерль даёт предпосылки мгновенности ощущения. Гуссерль демонстрирует различие ощущения и импрессии через отсылку к протенции.
Выдвижение на первый план проективной интенциональности протенции влечет за собой жесткое разграничение переживаний времени и потока чистых ощущений. Добытое посредством редукции ощущаемое время окончательно превращается в метафору. Впервые в «Бернауских рукописях» многообразие гилетических данных интерпретируется как поток. Этот поток рассматривается Гуссерлем как нечто, во-первых, предшествующее всякому конституированию и, во-вторых, вневременное. Конституирование времени описывается в «Бернауских манускриптах» как акт поворота внимания к гилетическому «перво-процессу» (Ur-prozess).

## Протенция в структуре темпорального восприятия
Феноменология разработала свою оригинальную концепцию времени. Время рассматривается здесь не как объективное, но как временность, темпоральность самого сознания. Гуссерль предложил следующую структуру темпорального восприятия:
1. Точка «Теперь» (первоначальное впечатление);
2. Ретенция, то есть первичное удержание этой теперь-точки;
3. Протенция, то есть первичное ожидание или предвосхищение, конституирующее «то, что приходит».